# 勒梅里奥
勒梅里奥（法語：Le Mériot，法語發音：[lə meʁjo]）是法国奥布省的一个市镇，位于该省西北部，属于塞纳河畔诺让区。

## 地理
勒梅里奥（48°30'39"N, 3°26'10"E）面积12.6 平方千米，位于法国大東部大區奥布省，该省份为法国中北部省份，北起马恩省，西接塞纳-马恩省，西南至约讷省，东南至科多尔省，东临上马恩省。
与勒梅里奥接壤的市镇（或旧市镇、城区）包括：拉莫特蒂利、塞纳河畔诺让、圣尼古拉拉沙佩勒、大沙洛特尔、苏尔丹。

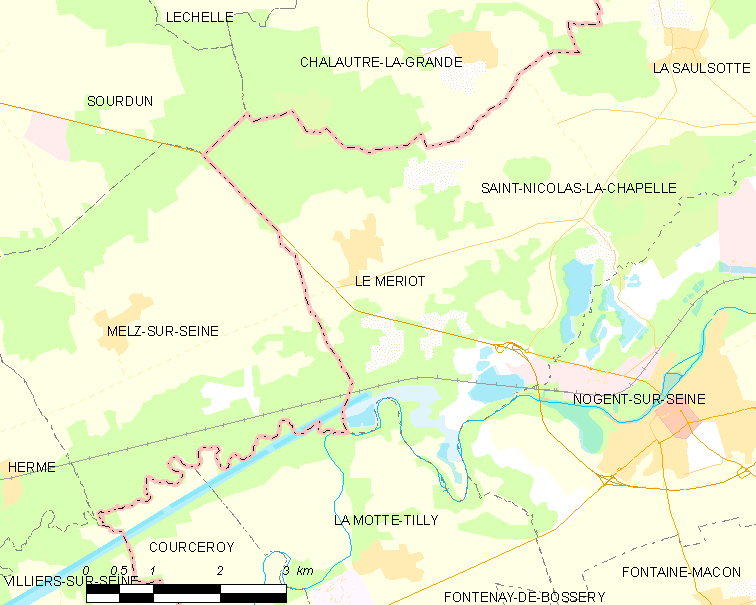
勒梅里奥的OSM定位图

勒梅里奥的时区为UTC+01:00、UTC+02:00（夏令时）。

## 行政
勒梅里奥的邮政编码为10400，INSEE市镇编码为10231。

## 政治
勒梅里奥所属的省级选区为塞纳河畔诺让县。

## 人口

1962-2008年间勒梅里奥人口变化图示

勒梅里奥于2022年1月1日时的人口数量为617人。